# Tủa Thàng
Tủa Thàng là một xã thuộc huyện Tủa Chùa, tỉnh Điện Biên, Việt Nam.

## Địa lý
xã Tủa Thàng nằm ở phía đông bắc huyện Tủa Chùa, cách trung tâm huyện 26 km, có vị trí địa lý:
- Phía đông giáp tỉnh Lai Châu và tỉnh Sơn La
- Phía tây giáp xã Sính Phình
- Phía nam giáp xã Mường Đun
- Phía bắc giáp xã Huổi Só.

Xã Tủa Thàng có diện tích 87,51 km², dân số năm 2022 là 5.740 người, mật độ dân số đạt 65 người/km².

## Hành chính
Xã Tủa Thàng được chia thành 9 thôn: Đề Chu, Làng Vùa, Huổi Trẳng, Phi Giàng 1, Phi Giàng 2, Tà Huổi Tráng 1, Tà Huổi Tráng 2, Tà Si Láng, Tủa Thàng

## Lịch sử
Ngày 6 tháng 12 năm 2019, HĐND tỉnh Điện Biên ban hành Nghị quyết số 148/NQ-HĐND về việc thành lập thôn Làng Vùa trên cơ sở thôn Làng Vùa I và thôn Làng Vùa II.